# Marcus Antonius Zeno (Statthalter)
Marcus Antonius Zeno war ein im 2. Jahrhundert n. Chr. lebender römischer Politiker.
Zeno war Statthalter in der Provinz Thracia. Durch Militärdiplome, die z. T. auf den 9. Oktober 148 datiert sind, ist belegt, dass Zeno 148 zusammen mit Gaius Fabius Agrippinus Suffektkonsul war. Darüber hinaus werden die beiden Konsuln auch in den Fasti Ostienses aufgeführt. Sie traten ihr Amt entweder am 1. September oder am 1. Oktober des Jahres an.